# Religia w Portugalii

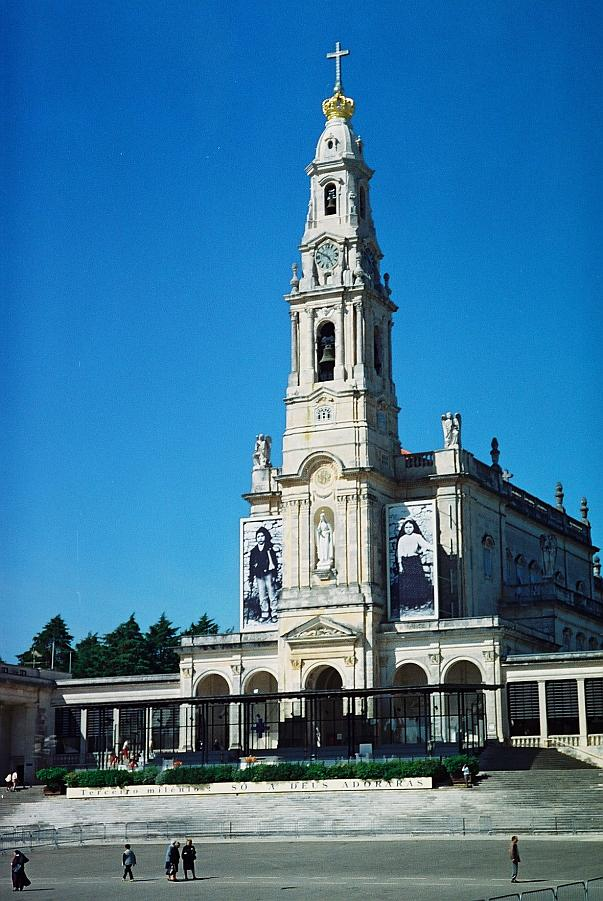
Sanktuarium Matki Bożej Fatimskiej w mieście Fatima.

Portugalia nie ma ustanowionej oficjalnej religii. Dominującą religią w Portugalii jest katolicyzm. Według Narodowego Spisu Powszechnego z 2011 roku, 81% ludności Portugalii jest katolicka, ale tylko około 19% bierze udział we mszy i podejmuje regularnie sakramenty.
Portugalia jest jednym z najbardziej religijnych krajów w Europie i najbardziej religijnym krajem w Europie Zachodniej – według badania z 2017 roku, 37% Portugalczyków twierdzi, że religia jest bardzo ważna w ich życiu i 44% wierzy w Boga z całkowitą pewnością. 
Według spisu ludności z 2021 r. 80,2% populacji w wieku powyżej 15 lat to katolicy, 14,1% niezrzeszeni religijnie, 2,1% protestanci (głównie zielonoświątkowcy), 0,72% Świadkowie Jehowy, 0,69% prawosławni, 1% „inni chrześcijanie”, 0,42% muzułmanie, 0,22% hinduiści, 0,19% buddyści i 0,31% wyznawało inną religię. 
Według najnowszego sondażu Eurobarometru z 2010 roku odpowiedzi mieszkańców Portugalii na pytania w sprawie wiary były następujące: 
- 70% – „wierzę w istnienie Boga”,
- 15% – „wierzę w istnienie pewnego rodzaju ducha lub siły życiowej”,
- 12% – „nie wierzę w żaden rodzaj ducha, Boga lub siły życiowej”.
- 3% – „nie wiem”